# Jim Deines
James Arnold Deines, detto Jim (Springdale, 26 settembre 1962), è un ex cestista statunitense naturalizzato francese.

## Carriera
Venne selezionato dai Los Angeles Clippers al quarto giro del Draft NBA 1985 (74ª scelta assoluta), ma non giocò mai nella NBA.

## Palmarès
- Campionato francese: 1

Olympique d'Antibes: 1990-91